# Cian
 (signalé en juin 2025).
Si vous disposez d'ouvrages ou d'articles de référence ou si vous connaissez des sites web de qualité traitant du thème abordé ici, merci de compléter l'article en donnant les références utiles à sa vérifiabilité et en les liant à la section « Notes et références ».
- Archive Wikiwix
- Bing
- Cairn
- DuckDuckGo
- E. Universalis
- Gallica
- Google
- G. Books
- G. News
- G. Scholar
- Persée
- Qwant
- (zh) Baidu
- (ru) Yandex
- (wd) trouver des œuvres sur Wikidata

Pour les articles homonymes, voir Cian (homonymie).

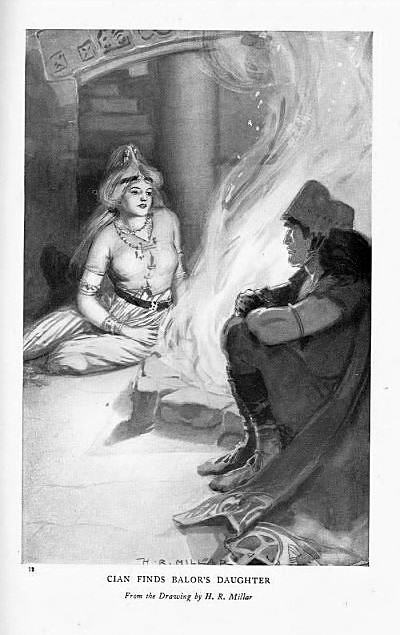
Illustration de la fille de Cian et Balor par Harold Robert Millar

Dans la mythologie celtique irlandaise, Cian est un dieu qui appartient aux « Tuatha Dé Danann » (les Gens de la déesse Dana), son nom signifie le « Lointain ». Il est le fils de Diancecht, le dieu-médecin qui ressuscite les guerriers morts en les plongeant dans la Fontaine de Santé. Selon le récit Oidheadh Chloinne Tuireann (La mort des enfants de Tuireann), il est le père de Lug, le dieu suprême du panthéon celtique.

## Mythologie
Les trois fils de Tuireann (Brian (en), Iuchar et Iucharba), durant la lutte qui les oppose à Diancecht, tuent Cian par traîtrise, alors qu’il a l’apparence d’un sanglier. Ce n’est qu’à la septième inhumation que la Terre accepte le cadavre. Lug, afin d’assouvir sa vengeance, va leur imposer une quête d’objets fabuleux ; ils doivent lui ramener trois pommes des Hespérides, une peau de porc ayant des pouvoirs de guérison, une lance magique qu’il faut tremper dans l’eau pour la neutraliser, deux chevaux et un char plus rapides que le vent et le feu, sept porcs que l’on peut tuer chaque soir et qui renaissent au matin, la chienne Fail Inis qui effraie les fauves, une broche à rôtir et trois cris qui doivent être poussés sur la montagne de Miohainn (ce qui fait l’objet d’un rituel interdit). Ils vont échouer aux deux dernières épreuves et vont finir par mourir d’épuisement.